# Sentinel (U-Boot)
Die Sentinel (Kennung: P256) war ein U-Boot der britischen Royal Navy.

## Geschichte
Die Sentinel (engl.: Wächter) war ein Boot des vierten Bauloses der britischen S-Klasse; dieses Baulos wird auch als Subtle-Klasse bezeichnet.
Sie wurde am 15. November 1943 bei Scotts Shipbuilding and Engineering Company im westschottischen Greenock aufgelegt, lief am 27. Juli 1945 vom Stapel und wurde von der Royal Navy am 28. Dezember 1945 in Dienst gestellt.
Die Sentinel wurde am 28. Februar 1962 zur Verschrottung verkauft und anschließend in Gillingham abgebrochen.